# Batram Suri
Batram Suri (* 30. November 1972 auf den Salomonen) ist ein ehemaliger salomonischer Fußballspieler, welcher sowohl als Mittelfeldspieler als auch als Stürmer einsetzbar war. Er war zwischen 2014 und 2017 Trainer beim vanuatuischen Erstligisten Ifira Black Bird FC.
Er ist der bekannteste Spieler der Salomonen und spielte in seiner Karriere unter anderem für die Football Kingz (heute New Zealand Knights) in Neuseeland, in Fidschi, Tahiti und für Laugu FC auf den Salomonen.
Außerdem ist Batram Suri einer der erfolgreichsten Spieler der salomonischen Nationalmannschaft. Er gab sein Debüt 1992 und bestritt bis 2005 über 48 Länderspiele.

## Erfolge
- Spieler des Jahres der Salomonen (1994)
- Spieler des Jahres in Neuseeland (1996)
- Torschützenkönig der neuseeländischen Liga (1997 und 1998)